# 李光耀 (導演)
李光耀（英語：David Lee Kwong Yiu，1973年11月27日—），香港電影導演，他是第34屆香港電影金像獎「新晉導演」得主。

## 背景
李光耀在1986年至1991年期間就讀香港鄧鏡波書院，完成中五課程便到美國升學。在1993年畢業於美國麻薩諸塞州Northfield Mount Hermon School，並入讀康乃爾大學。他回港後在香港城市大學創意媒體學院修讀創意媒體（電影）學士課程，與歌手薛凱琪為同屆及同班同學。就讀期間透過朋友介紹加入徐克工作室當兼職，及後因為獲徐克賞識而轉為全職員工。不久轉投劉偉強的電影公司，多年來主要擔任副導演，曾任《頭文字D》、《遊龍戲鳳》、《槍王之王》、《傷城》等電影的副導演。曾於2007年首次執導電影《惡男事件》，惟反應不理想。2015年，他憑第二部執導、首次編劇的電影《暴瘋語》奪得第34屆香港電影金像獎「新晉導演」。

## 作品
- 2008年《惡男事件》（導演）
- 2015年《暴瘋語》（導演、編劇）
- 2019年《廉政行動2019》（導演）
- 2022年《廉政行動2022》（導演）

## 獎項
李光耀憑《暴瘋語》獲得第三十四屆香港電影金像獎「新晉導演」。

## 外部連結
- 李光耀在香港影庫上的簡介
- 李光耀在豆瓣上的资料（简体中文）
- 李光耀在时光网上的簡介（简体中文）
- 李光耀在互联网电影资料库（IMDb）上的資料（英文）（英文）